# (100636) 1997 UY26
(100636) 1997 UY26 es un asteroide perteneciente al cinturón de asteroides descubierto el 26 de octubre de 1997 por el equipo del Uppsala-DLR Trojan Survey desde el Observatorio de La Silla, Chile.

## Designación y nombre
Designado provisionalmente como 1997 UY26.

## Características orbitales
1997 UY26 está situado a una distancia media del Sol de 2,441 ua, pudiendo alejarse hasta 3,044 ua y acercarse hasta 1,838 ua. Su excentricidad es 0,247 y la inclinación orbital 14,28 grados. Emplea 1393,61 días en completar una órbita alrededor del Sol.

## Características físicas
La magnitud absoluta de 1997 UY26 es 15,3. Tiene 2,323 km de diámetro y su albedo se estima en 0,327. 